# Marnitz
Marnitz est une ancienne municipalité allemande du land de Mecklembourg-Poméranie-Occidentale et l'arrondissement de Ludwigslust-Parchim.

## Personnalités liées à la ville
- Hermann Priess (1901-1985), général né à Marnitz